# Гершельманы
Гершельманы (нем. Hörschelmann) — дворянский род.

## Происхождение и история рода
Происходит из Тюрингии (окрестности г. Эйзенах). Со 2-й половины XVIII в. — в Эстляндии.
Согласно Общему Гербовнику:

Определением Правительствующего Сената от 16 августа 1876 года, пастор Патронатской церкви в Коше, Карл-Антон-Фердинанд Фридрихович Гершельман, с детьми: 1) Эмилием-Августом-Фердинандом, 2) Германом-Генрихом-Андреасом, 3) Фердинандом-Константином-Людвигом, 4) Христфридом-Оттоном, 5)Эрнестом-Августом-Вильгельмом, 6) Агафьей-Шарлоттой-Антонией и 7) Марией-Юлией-Елизаветой, утверждён в потомственном дворянстве, с правом на внесение в третью часть дворянской родословной книги, по Всемилостивейше пожалованному 6 ноября 1842 года ордену св. Станислава 3 степени отцу его, вирляндскому пробсту в Эстляндии и пастору при церкви св. Якова, Фридриху—Августу Гершельману

## Родословие
- Иоганн Генрих Гершельман (1704—1774) — Эрфуртский викарий
  - Фридрих Людвиг Антон (1740—1792) — юрист, историк
  - Иоганн Генрих Гершельман-мл. (1752—1798) — священник
  - Эрнст Август Вильгельм (1743—1795) — доктор философии Эрлангенского ун-та, с 1760-х гг. жил в Ревеле, профессор истории и философии, в 1768—1795 гг. ректор академической гимназии, родоначальник российской ветви Гершельманов
    -  Фердинанд Людвиг (1773—1852) — учитель гимназии, евангелич.-лютеранск. пастор
      - Отто Август Леопольд (1800—1874) — пастор
        - Фердинанд Дитрих Николай (1833—1902) — пастор, проф. теологии Дерптского ун-та
        - Эрнст Леопольдович (Эрнст Христиан Готлиб; 1847—1911) — врач, д.с.с.
        - Карл Леопольдович (Карл Теодор Леопольд; 1840—1929) — врач, тайный советник
          - Карл Карлович (1899—1951) — поэт, прозаик, художник первой волны эмиграции[1]

    - Фридрих Август (1774—1850) — евангелическо-лютеранский пастор в Прибалтике
      - Герман Якоб Эдуард (1804—1865) — преподаватель истории и директор школы при церкви свв. Петра и Павла в Москве
      - Карл Антон Фердинанд (1819—1892) — признан в дворянском достоинстве России (см. выше)
        - Эмиль Фердинандович (1851—1933) — инженер путей сообщения, тайный советник (1912)[2]

      - Генрих Эмиль Август (1810—1854) — учитель Анненшуле
        -  Август Фридрих Вильгельм (1849—1895) — лингвист, профессор классической филологии, декан Дерптского университета (1884—1886), д.с.с.[3]

    - Константин Эммануил (1780—1848) — возведён в потомственное дворянское достоинство
    - Иван Васильевич (Иоганн Вильгельм) (1779—1831) — юрист, член (с 1804), затем прокурор и вице-президент Юстиц-Коллегии в С.-Петербурге (1819—1830)[4]
      - Виктор Иванович (Виктор Генрих Эдуард; 1817—1877), генерал-лейтенант инж. войск 
 ∞ кж. Евгения Долгорукая-Аргутинская (1824—1873)
        - Виктор Викторович (Виктор Евгений Иоганн Николай; 1865—?) — генерал-майор[5]

      - Владимир Иванович (Вольдемар Матиас Эрнст Август Фердинанд; 1821—1887) — военный врач, тайный советник, инспектор Санкт-Петербургского военного округа
        - Константин Владимирович (Константин Адольф Фридрих; 1849—1901) — генерал-майор
          - Владимир Константинович (1880—1934) — полковник, репрессирован[6]

      - Роман Иванович (Роберт Карл Густав; 1815—1887) — генерал-лейтенант
        - Роман Романович (Роберт Иоганн; 1852—1936) — член варшавского окр.суда, д.с.с.
        - Иван Романович (Иоганн Рейнгольд Константин; 1854—ок.1917) — генерал-лейтенант[7]

      - Константин Иванович (Константин Пётр Фридрих; 1825—1898) — генерал-адъютант
        - Дмитрий Константинович (1859—1913) — генерал от инфантерии, нач. штаба Отд. корпуса жандармов (1907—1913) ∞ Ольга Фёдоровна Джунковская (1864—?)
        -  Фёдор Константинович (1853—не ранее 1927) — кутаисский военный губернатор, член Военного совета[8]
          - Дмитрий Фёдорович (1881—1918), статский советник, Тверской вице-губернатор

        -  Сергей Константинович (1854—1910) — московский генерал-губернатор
          - Василий Сергеевич (1884—1919) — георгиевский кавалер, в Добровольческой армии, убит в бою
          -  Георгий Сергеевич (1888—1914) — георгиевский кавалер, убит в бою
          - Сергей Сергеевич (1891—1957) — полковник, в эмиграции военный историк
          - Александр Сергеевич (1893—1977) — георгиевский кавалер, полковник

## Описание герба
Щит разделен на четыре части. В первой и четвёртой серебряных частях червлёный, идущий вправо олень с золотыми глазами, языком и рогами о шести отростках. Во второй и третьей червлёных частях три золотых колоса скошенно влево.
На щите дворянский коронованный шлем. Нашлемник: встающий червлёный олень с золотыми глазами, языком и шестиконечными рогами, обращённый вправо. Намёт на щите червлёный, подложенный справа серебром, слева — золотом.